# Lama (Villamarín)
Lama (llamada oficialmente A Lama) es una entidad de población situada en la parroquia de Tamallancos, del municipio español de Villamarín, en la provincia de Orense, Galicia.

## Demografía
La entidad de población de Lama no consta ni en las bases de datos del INE ni en las del IGE por lo que se desconocen los datos demográficos de la misma.